# Voleurs de charme
Voleurs de charme ou Les Voleurs (Thieves) est une série télévisée américaine en dix épisodes en 45 minutes, créée par Jim Leonard dont huit épisodes ont été diffusés entre le 28 septembre 2001 et le 23 novembre 2001 sur le réseau ABC.
En France, la série a été diffusée à partir du 23 février 2002 sur TPS Cinéstar et en Belgique sur La Une.

## Distribution
- John Stamos (V. F. : Jérôme Keen) : Johnny
- Melissa George (V. F. : Stéphanie Lafforgue) : Rita
- Robert Knepper (V. F. : Patrick Bethune) : Oliver Shue
- Tone Loc (V. F. : Philippe Dumond) : Al Trunball
- Sofia Milos : Paulie
- Wanda De Jesus : Katrina Epstein

## Épisodes
1. La Main dans le sac (Pilot)
2. Degas et sa muse (Dey God De Vegas)
3. Une question de vie ou de mort  (Liver Let Die)
4. Le Mauvais œil (Bad Moon Rising)
5. Lune de miel (The General)
6. Le Retour de Jack (Jack's Back)
7. Casino (Casino)
8. Pari gagnant (The Long Con)
9. Faux dollars et roulette russe (The Green and the Black)
10. Le Virus des banlieues (Home is Where the Heist is)